# Poziom morza

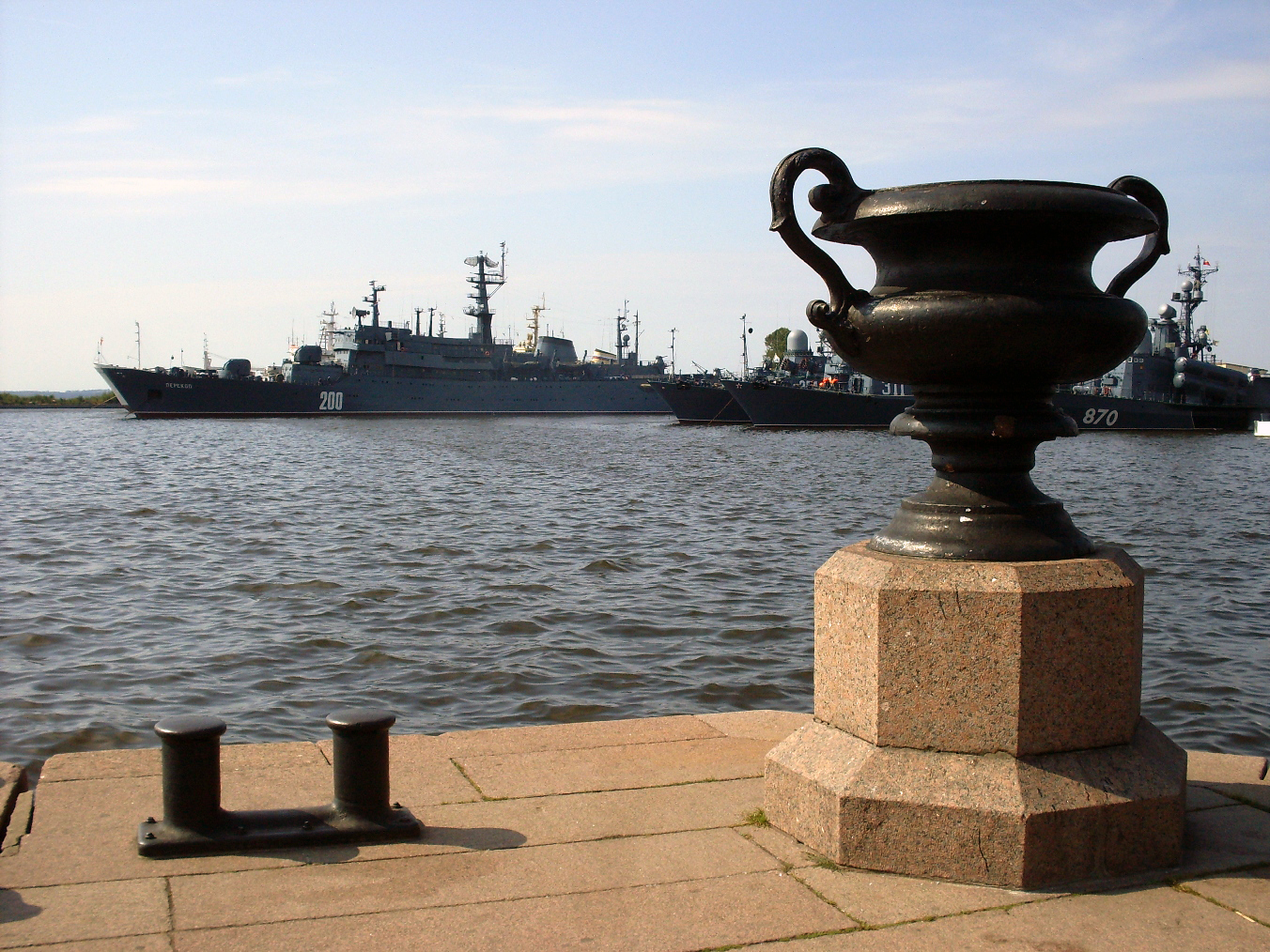
Poziom morza w Kronsztadzie

Poziom morza – punkt położony na wysokości teoretycznie równej zeru, w miejscu, gdzie morze styka się z lądem. Przyjęty w geografii i kartografii przeciętny poziom morza jest średnią wszystkich poziomów morza, wynikających z jego wahań, wywołanych takimi zjawiskami, jak falowanie czy pływy. Pod uwagę należy też wziąć dłuższe cykle wahań poziomu morza: 19-letni cykl Metona i 223-miesięczny cykl saros.
W rzeczywistości ustalenie wartości średniego poziomu morza jest niezwykle trudne, np. średni poziom morza po pacyficznej stronie Kanału Panamskiego jest o 20 cm wyższy niż po stronie atlantyckiej. Przy wyznaczeniu poziomu morza trzeba też brać pod uwagę kształt elipsoidy (czy też geoidy), jaką jest Ziemia, oraz efekty wywołane lokalnymi anomaliami grawitacyjnymi. W dłuższym okresie średni poziom morza może zmienić się także na skutek globalnego ochłodzenia lub też globalnego ocieplenia, np. poprzez topnienie lądolodów.
W Polsce oraz większości byłych krajów bloku wschodniego, średni poziom morza wyznaczony jest w oparciu o wskazania mareografu w Kronsztadzie (Rosja, niedaleko Sankt Petersburga). Natomiast w Wielkiej Brytanii średni poziom morza wyznaczany jest na podstawie pomiarów wykonanych w Newquay w Kornwalii. W sumie w Europie poszczególne kraje w swoich lokalnych systemach wysokościowych wykorzystywały co najmniej 15 różnych mareografów.
Na oficjalnych polskich mapach morskich i innych publikacjach nautycznych (wydawanych przez BHMW) głębokości i wysokości są podane w metrach i zredukowane do średniego poziomu morza lub do układu wysokościowego Baltic Sea Datum 2000, wprowadzonego od 2021 r. na mapy morskie, tożsamego na obszarach polskich z układem wysokościowym PL-EVRF2007-NH.
Wysokość jakiegoś punktu względem poziomu morza to jego wysokość bezwzględna. Oznacza się ją skrótem n.p.m., czyli nad poziomem morza. Wysokości na terenach depresji, czyli położonych poniżej poziomu morza, oznacza się skrótem p.p.m. lub podaje jako wartość ujemną – np. brzeg Morza Martwego (w grudniu 2022): 437,6 m p.p.m. lub −437,6 m n.p.m.
Niektóre tzw. „morza”, jak wspomniane wyżej Morze Martwe czy Morze Kaspijskie, są w rzeczywistości jeziorami, zatem żadne z nich nie jest używane do wyznaczania opisanego wyżej średniego poziomu morza.
Na innych planetach, gdzie brak pokrywy wodnej, „poziom morza”, wobec którego określa się wysokości pozostałych punktów, oblicza się jako średnią wysokości wszystkich punktów na powierzchni planety.